# Jacob Jonghelinck

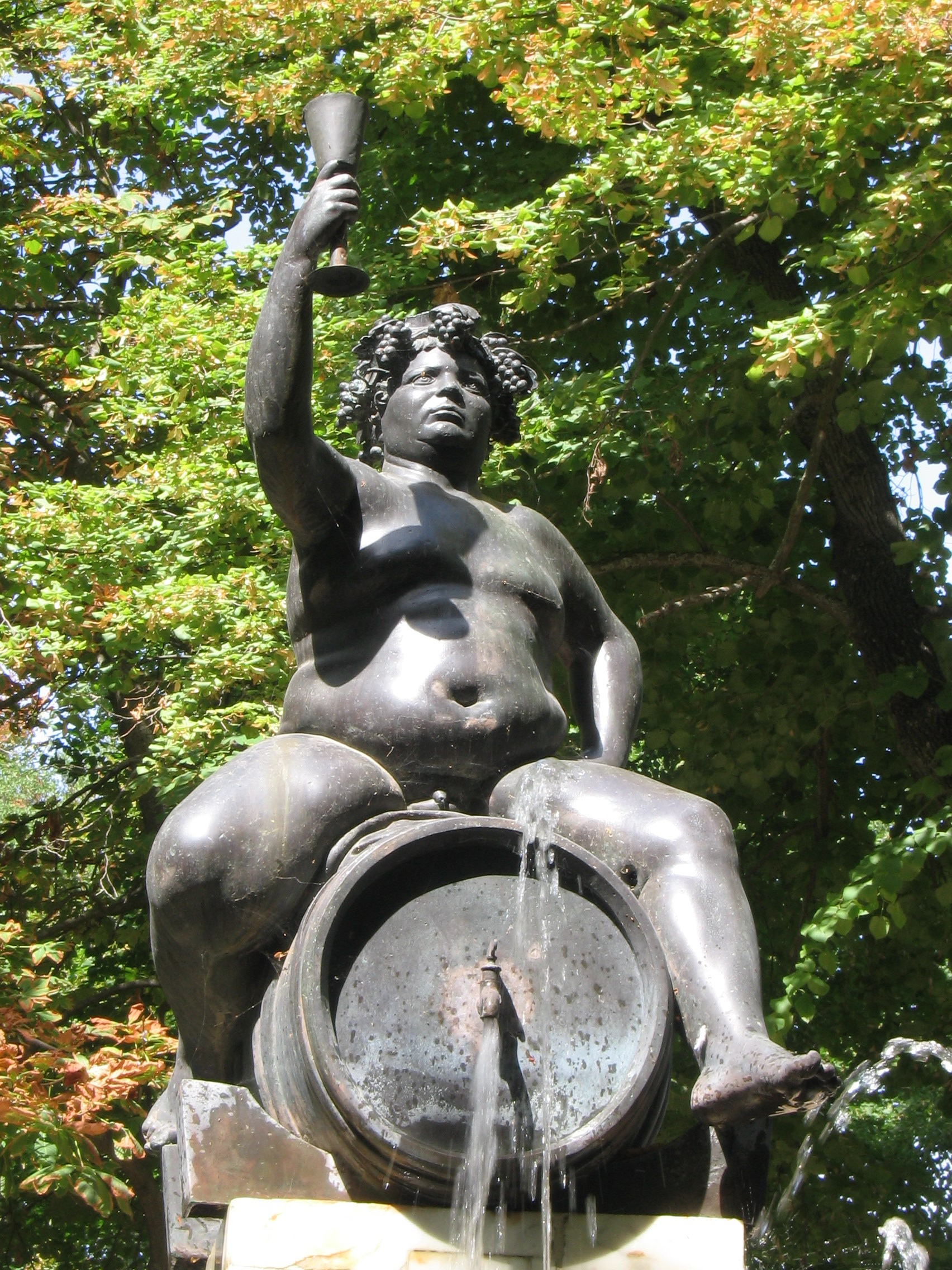
De Bacchusfontein van Jacob Jonghelinck

Jacob of Jacques Jonghelinck (Antwerpen, 21 oktober 1530 – aldaar, 31 mei 1606) was een beeldhouwer, bronsgieter, medailleur en zegelsnijder werkzaam in de Habsburgse Nederlanden.

## Leven
Jacob Jonghelinck was een telg uit een Antwerps geslacht van muntmeesters. Hij was de zoon van Peeter Jonghelinck en Anna Grammaye en de jongere broer van Nicolaas Jonghelinck. Al zeer jong ontwierp hij een silveren karolus gulden (1553).
Hij genoot zijn opleiding bij zijn vader en later in Italië, waar hij zich schoolde in de techniek van het bronsgieten bij de Milanese sculpteur Leone Leoni. Op 27-jarige leeftijd kreeg hij de leiding over het praalgraf voor Karel de Stoute. 
Hij trad in het huwelijk met Francisca Van der Jeught. Het jonge koppel vestigde zich in Brussel, waar ze een huis kochten aan de Hofberg (1561), vlak bij het Domus Isabellae van de boogschutters. Ook zijn beschermheer Antoine Perrenot de Granvelle woonde dicht in de buurt. Zijn ateliers waren trouwens ondergebracht in de stallen van het Granvellepaleis. Het echtpaar zou twee kinderen krijgen, Gaspar en Anna. 
In 1563 werd Jonghelinck hofbeeldhouwer en penninggraveur van Filips II. Deze aanstelling door Margaretha van Parma met bijbehorend pensioen moest hem deels compenseren voor een kwikvergiftiging die hij had opgelopen bij het vergulden van Karel de Stoute. Dit had drie dodelijke slachtoffers geëist onder zijn arbeiders en meerdere invaliden.
Na het vertrek van Granvelle bleef hij grote opdrachten krijgen. Een vraag van de Zweedse koning Erik XIV om in Stockholm te komen werken sloeg hij af. In 1566 leverde hij een bronzen Cupido en Neptunus voor de tuinen van het Coudenbergpaleis. Ook een Bacchusfontein en Zeven Planeten (1570) zijn van de hand van Jonghelinck. Zijn activiteit als medailleur in deze periode blijkt onder meer uit zijn correspondentie met Granvelle over het slaan van geuzenpenningen. 

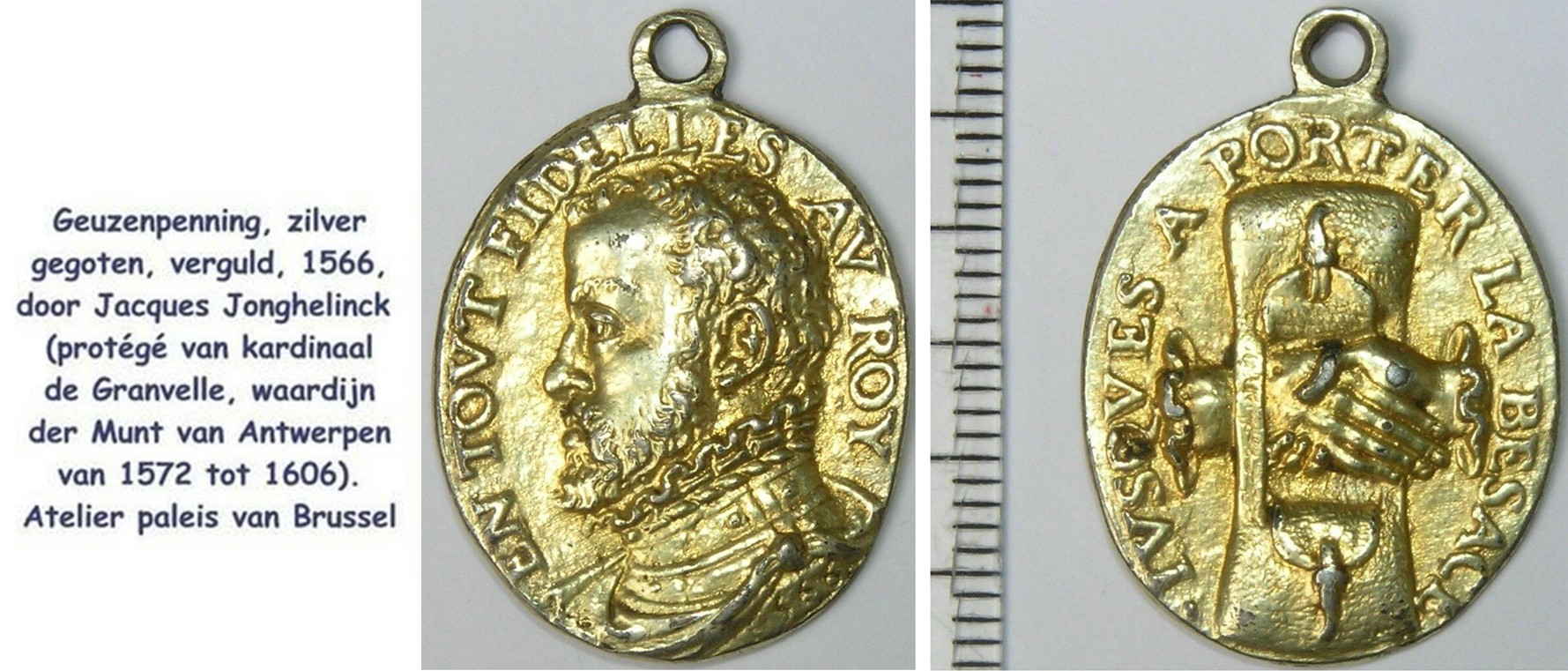
Geuzenpenning door Jacob Jonghelinck, 1566

Vrij onverwachte opende het overlijden van zijn rivaal Jacob van Hencxthoven alsnog de weg naar de muntslagerij. Jonghelinck keerde terug naar Antwerpen om er wardyn van de koninklijke munt te worden (december 1572). Zonder dat daar dwingende noodzaak toe leek te zijn, stelde hij een vrij abrupt einde aan zijn beeldhouwatelier. Hij nam zijn intrek in een ruim pand aan de Markgrave Lei, gekend als het Jonghelinckshof. Hij had het opgesmukt met schilderijen van zijn vriend Cornelis Floris De Vriendt.
Jacob Jonghelinck stierf in 1606 en werd naast zijn ouders begraven in de Sint-Andrieskerk. Zijn grafschrift is vermeld door Franciscus Sweertius in zijn Monumenta sepulcralia et inscriptiones publicae privataeque ducatus Brabantiae (1613).

## Beeldhouwwerk

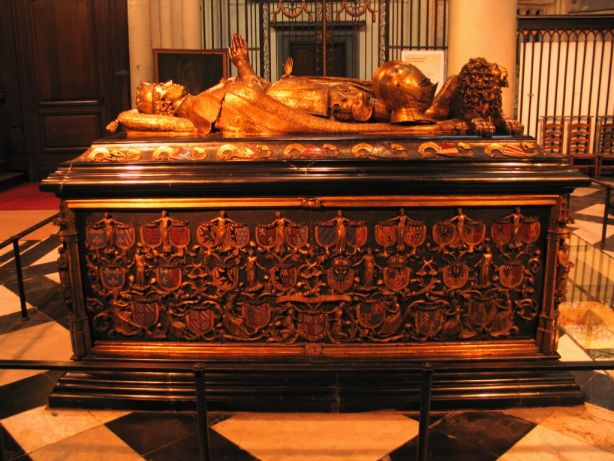
Grafmonument van Karel de Stoute, nu in de Lanchalskapel

Jonghelinck had de leiding over het project voor het grafmonument van Karel de Stoute in de Onze-Lieve-Vrouwekerk van Brugge (1559-1562). Het moest de pendant worden van het Jan Borremans praalgraf voor Maria van Bourgondië in dezelfde kerk. De uitvoering gebeurde in zwart marmer en verguld brons. 

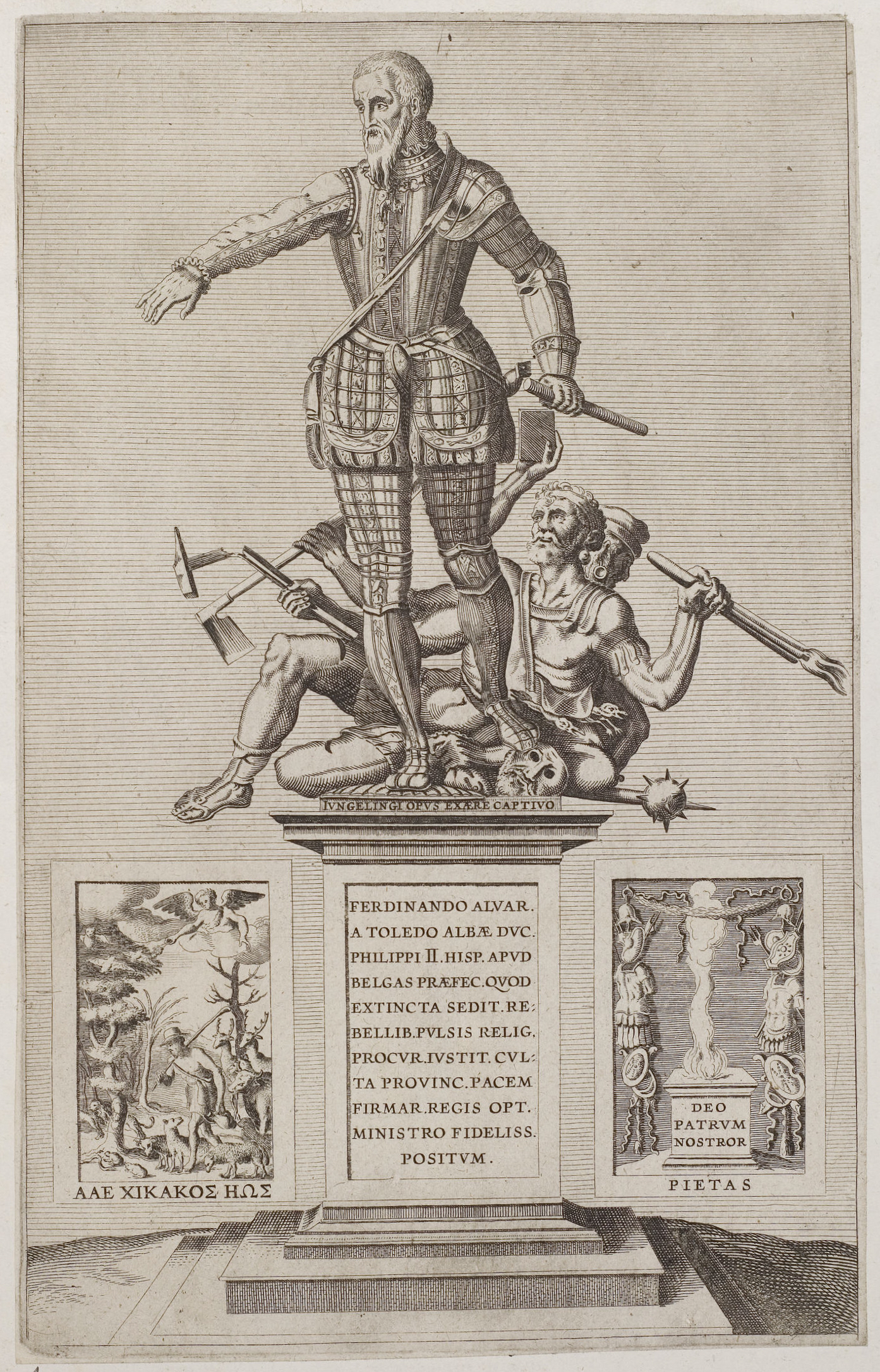
Gravure van het verdwenen standbeeld van Alva

Voor de tuinen van het Coudenbergpaleis leverde Jonghelinck een Cupido en een Neptunus (1566). Deze standbeelden zijn verloren gegaan. Zijn misschien wel beroemdste beeldhouwwerk, een standbeeld van de hertog van Alva, was eenzelfde lot beschoren. Het prijkte vanaf 1571 op de Citadel van Antwerpen en was gesmeed uit het brons van zes kanonnen die waren buitgemaakt tijden de Slag bij Jemmingen. Een Latijnse opschrift herinnerde hieraan: Jungelingi opus ex aere captivo. Het pompeuze symbool van de bezetting werd al na enkele jaren weer verwijderd.  
Nicolaas Jonghelinck bestelde in 1570 acht bronzen standbeelden bij zijn broer Jacob: een Bacchus en de Zeven Planeten. Na de ontijdige dood van de opdrachtgever kwamen de beelden in handen van handelaar Arnould Vleminck. De Brusselse calvinist en gouverneur Olivier van den Tympel eiste de eigendom op, maar de rechtszaak werd in zijn nadeel beslist. Vleminck verkocht de beelden voor 8000 florijnen aan het Antwerpse stadsbestuur. Ze werden op de Grote Markt opgesteld ter gelegenheid van de triomfantelijke intocht van Alexander Farnese, hertog van Parma (1585). Farnese kreeg ze zelfs cadeau. In datzelfde jaar maakte Philip Galle er een reeks prenten van. Daarna gingen ze richting Spanje. De bronzen planeten kregen een ereplaats in het Koninklijk Paleis van Madrid en zijn er thans nog te bezichtigen (in de voornaamste ceremoniële zaal, de Salón de Columnas). De Bacchus vond een plaats in de Jardín de la Isla van het Koninklijk Paleis van Aranjuez.
Van Jonghelinck zijn ook nog een aantal verfijnde busten bewaard, onder meer van Filips II (1571, nu in het Prado) en van de hertog van Alva (1571, nu deel van de Frick Collection). De strenge frons waarmee de hertog in de verte staart, is zeer expressief.

## Voetnoten
1. ↑  Nicolaes is bekend door zijn patronage van Pieter Bruegel de Oude, van wie hij niet minder dan 16 werken bezat

- Biblioteca Nacional de España: XX865280
- Bibliothèque nationale de France: cb131770346 (data)
- Biografisch Portaal: 67805852
- Gemeinsame Normdatei: 119479702
- International Standard Name Identifier: 0000 0001 2096 2280
- Library of Congress Control Number: no97025293
- Nationale Bibliotheek van Tsjechië: av2015888646
- Nationale Bibliotheek van Israël: 987007383730405171
- Nederlandse Thesaurus van Auteursnamen: 070595518
- RKD-Nederlands Instituut voor Kunstgeschiedenis: 202503
- LIBRIS: 345538
- Système universitaire de documentation: 035253215
- Union List of Artist Names: 500054677
- Virtual International Authority File: 59895060
- WorldCat: E39PBJwX74XCKrTCqbRGFCW7HC